# Neus Arqués
Neus Arqués Salvador (Barcelona, 1963) es una escritora y analista española. Su especialidad es la investigación sobre la visibilidad de las mujeres y de los escritores. 
Es autora de ficción (Depredador, Caída libre) y no-ficción (Vive 50, Y tu ¿qué marca eres? y Marketing para escritores). 
Es conferenciante y profesora de Comunicación y Marca personal en Escola de Llibreria (Universidad de Barcelona – Gremi de Llibreters), Barcelona School of Management y Universidad Rovira i Virgili. 
Sus primeros trabajos fueron como traductora (dirigió el equipo de traductores del Dossier de candidatura de los Juegos Olímpicos de Barcelona 1992) e intérprete. Desarrolló su trayectoria institucional en la Universidad Autónoma de Barcelona, el Ministerio de Asuntos Exteriores de España y la Cámara de Comercio de Barcelona. También ha sido observadora internacional para la OSCE en Bosnia-Herzegovina. En el año 2000 fundó su propia agencia de comunicación, en la que desarrolló campañas competitivas para sus clientes. 

### Series
- Amelia Martín. Storytel Original: El depredador (T1 2018), El coleccionista (T2 2020).

### Novelas
- Un hombre de pago. Urano. 2006. Primera entrega de la serie Barcelona. Edición rusa en Centerpolygraph y portuguesa en Quidnovi.
- Una mujer como tú. Martínez Roca. 2009. Segunda entrega de la serie Barcelona.
- Todo tiene un precio. Alienta. 2010. Premio nacional Alares por promover el debate sobre los estereotipos y la conciliación.
- Caída libre. Roca Editorial, 2018. Tercera entrega de la serie Barcelona. Premio internacional de narrativa Marta de Mont-Marçal.

### Biografía
- Vive 50. Cambiar de vida sin cambiar de barrio. Comanegra. 2016.
- ¡Loca! Juana, reina de Castilla. Algar. 2018.
- Virginia en su habitación. Algar. 2018.

### Manuales
- Aprender comunicación digital. Paidós. 2006.
- Y tú, ¿qué marca eres? 14 claves para gestionar tu reputación personal. Alienta. 2007, 2015.
- Marketing para escritores. Alba. 2009.
- Visibilidad. Gestión 2000. 2009. (Coautora)
- Tu plan de visibilidad 40+. Conecta año = 2015.

### Relatos
- Fem bessons. (Finalista al V Premi de Narrativa curta). Ciutat de Tarragona. 2001.
- DoS. (Antología Tras la red. Sigueleyendo).
- Office party. Cuento moderno de Navidad. edición de la autora. 2011.

### Artículos
- Cuando escribir ya no es suficiente (Ministerio de Cultura).
- Leer para entender el mundo (Trama & Texturas).
- La extinción del bicho comet (Revista Litoral, n. 248: Cartas y caligrafías).

### Traducciones
- Fitzgerald, F. Scott. Un diamant gran con el Ritz i altres contes. EDHASA.
- Candidatura de Barcelona a los JJOO'92.  Jefe de traductores del Dossier de candidatura.